# Primulina subulata
Primulina subulata là một loài thực vật có hoa trong họ Tai voi (Gesneriaceae). Loài này có ở Quảng Đông (Trung Quốc); được W.T.Wang mô tả khoa học đầu tiên năm 1986 dưới danh pháp Chiritopsis subulata. Năm 2011, Mich.Möller & A.Weber chuyển nó sang chi Primulina. Loài này có một thứ được công nhận là Primulina subulata var. yangchunensis (W.T.Wang) Mich.Möller & A.Weber, 2011, đồng nghĩa: Chiritopsis subulata var. yangchunensis W.T.Wang, 1992.